# Guadalupe Victoria (Jalisco)
Guadalupe Victoria es una localidad del estado mexicano de Jalisco. Es parte del municipio de Ojuelos de Jalisco.

## Toponimia
El nombre de la localidad rinde homenaje a Guadalupe Victoria, primer presidente de México.

## Demografía
| Gráfica de evolución demográfica |
|                                  |

| Censo | Población |
| ----- | --------- |
| 1960  | 725       |
| 1970  | 896       |
| 1980  | 1 101     |
| 1990  | 1 076     |
| 2000  | 1 040     |
| 2010  | 1 057     |
| 2020  | 1 140     |